# Andrés de Albalat
Andrés de Albalat, O.P., su nombre en latín medieval eclesiástico fue Andreas Albalatus fue el obispo de Valencia desde 1248 hasta 1276. Andrés era hermano del arzobispo de Tarragona Pere de Albalat así como del noble y caballero Benet de Albalat.

## Biografía

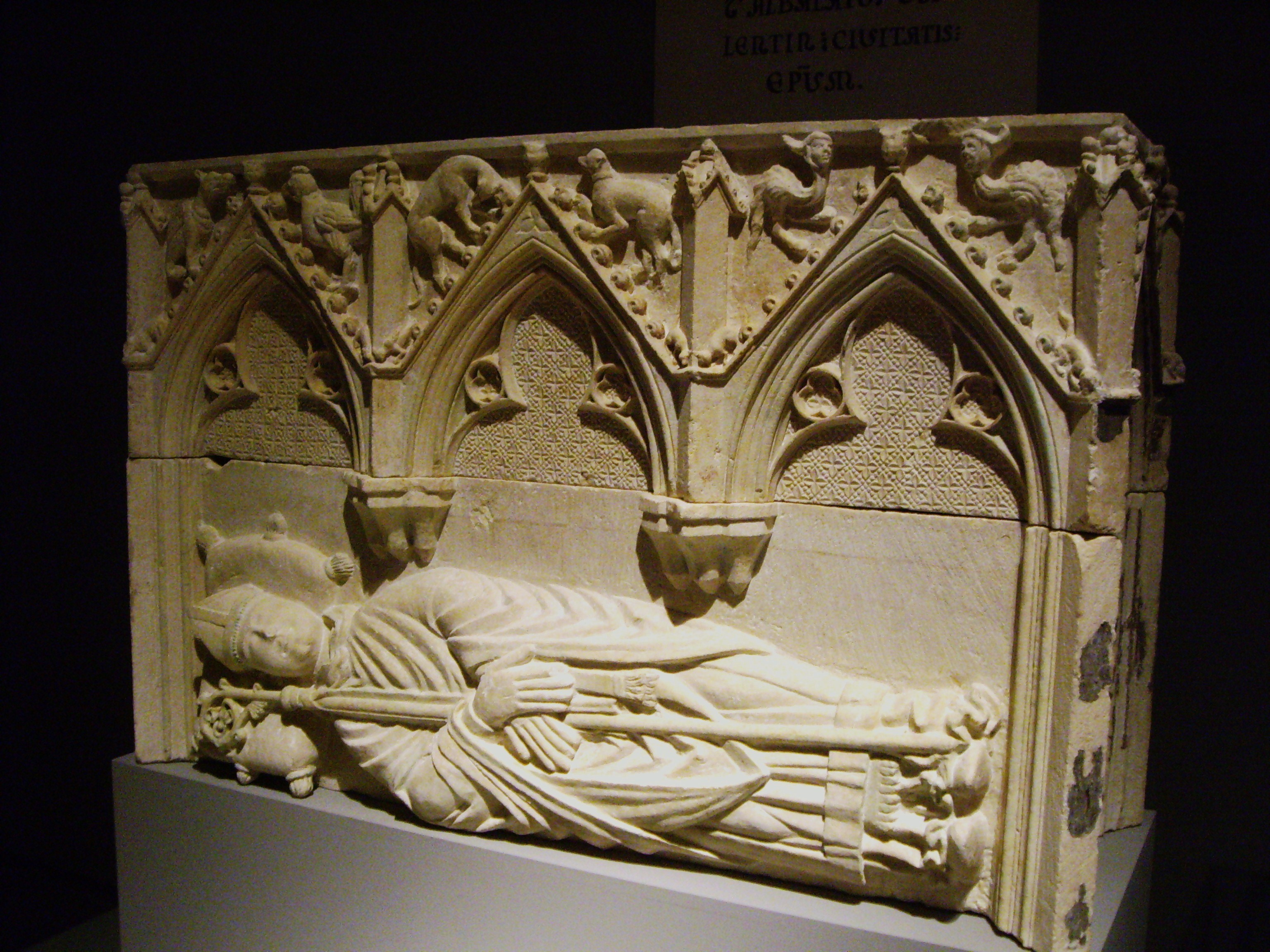
Sepulcro de Andrés de Albalat

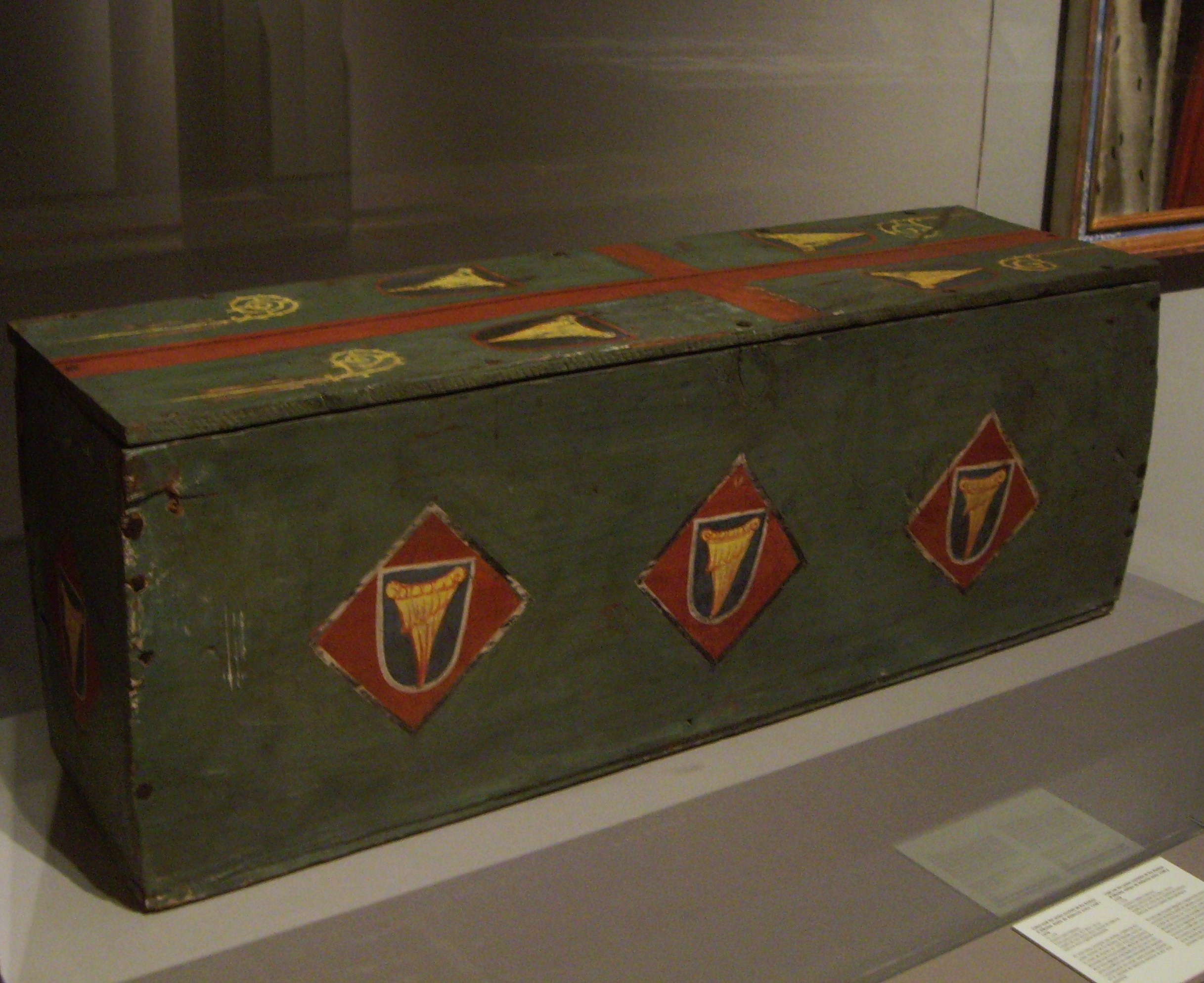
Féretro de Andrés de Albalat

Fue elegido el obispo de Valencia el 4 de diciembre de 1248, siendo confirmado por el papa Inocencio IV el 25 de febrero de 1249. Su pontificado, que duró más de 27 años, ha sido uno de los más largos de la diócesis valentina. 
Este dominico, oriundo de una ilustre familia catalana, se había formado en el convento de Predicadores de Valencia y tuvo que reconstruir la diócesis, aún en periodo de asentamiento tras la conquista jaumina. 
Tuvo gran prestigio y creciente protagonismo en Valencia. El rey Jaume I le llamó embajador, canciller del rey. y agente de su Corona a Roma. Intervino en la comisión encargada de fijar los límites entre Valencia y Castilla. Con el deseo de que hubiera una Sede digna de la ciudad y diócesis de Valencia, decidió erigirse una nueva construcción, y colocó su primera piedra el 22 de junio de 1262.
Protegió las órdenes religiosas, que habían acudido a fundar en Valencia. Fundó la cartuja de Portaceli y patrocinó generosamente las obras de ampliación del convento de Santo Domingo. En 1251, el rey Jaime I dispuso que las normas, usos y costumbres que se habían promulgado para el buen gobierno de Valencia, fueron revisadas y ordenadas. Este fue el origen del libro de los Fueros. 
Andrés de Albalat murió en Viterbo (Italia), dónde residía el Papa Juan XXI, a quien fue a comunicarle el éxito de una misión diplomática que éste le había confiado, el 25 de noviembre de 1276. 
El año 2008 se extrajo su sepulcro, de estilo gótico, y a fecha de abril de 2020 está depositado en la capilla de Santiago Apóstol de la catedral de Valencia.

## Troba XXIII de Mossèn Febrero
Era en Tarragona Benet d'Albalat

Home poderós: Vinguè ab son germà,

Que era lo Archébisbe de aquella Ciutat,

Gobernant la gent (que aqueste Prelat

Pagaba á ses costes) com son Capità

Una Ala daurada portaba en lo escut

Sobre camp de blau. De llur ascendencia

E sa bona sanch, vos teniu sabut,

Dels Comptes de Urgell gran part li ha cabut:

Son germà menor Bisbe es de Valencia,

E alli se ha restat ab gran convenencia.
Era en Tarragona Benet de Albalat

Hombre poderoso: vino con su hermano,

Que era el Arzobispo de aquella Ciudad,

Goberna la gente (que este Prelado

Pagaba a sus costas) como son Capitán

Una Ala dorada llevaba en el escudo

Sobre campo de azul. De su ascendencia

E sa buena sangre, os tenéis sabido,

De los Cuentas de Urgell gran parte le ha cabido:

Son hermano menor Obispo es de Valencia,

E allí se ha restado con gran conveniencia.